# 第二代奧蒙德公爵詹姆斯·巴特勒
詹姆斯·巴特勒（英語：James Butler，1665年4月29日—1745年9月16日），第二代奧蒙德公爵（參見奧蒙德伯爵），1703年至1707年、1710年至1713年擔任愛爾蘭總督。

## 家庭
1685年，詹姆斯·巴特勒和瑪麗·薩默塞特結婚，兩人共有1子2女：
1. 托馬斯（1686年—1689年），夭折
2. 伊莉莎白（1689年—1750年）
3. 瑪麗（1690年—1713年）